# Ђулијано де Медичи
Ђулијано Медичи (итал. Giuliano de' Medici; Фиренца, 28. октобар 1453 — Фиренца, 26. април 1478) био је припадник породице Медичи. Као савладар Фиренце, са својим братом Лоренцом Величанственим, допуњавао је слику свог брата као "мецена" са својом сликом згодног, спортског "златног дечка".

## Смрт
Као жртва Паци завере, он је убијен у недељу, 26. априла 1478. године у Фирентинској капели. Убио га је ударац мачем у главу, али је и избоден укупно 23 пута.
Ђулијано је био сахрањен у гробници његовог оца, у цркви Сан Лорензо. Али је касније сахрањен са својим братом Лоренцом у Медичи капели, у неозначеној гробници, са статуом Богородице и детета, коју је урадио Микеланђело. 

## Лично
Његов син Ђулијо ди Ђулијано де Медичи, кога је имао са својм љубавницом Фиоретом Горини, ће касније постати папа Клемент VII.